# Ilse Schneider-Lengyel
Ilse Schneider-Lengyel (* 10. Januar 1903 in München; † 3. Dezember 1972 in Reichenau), war eine deutsche Fotografin, Kunsthistorikerin, Ethnologin, surrealistische Lyrikerin, Essayistin und Literaturkritikerin. In ihrem Haus fand das Gründungstreffen der Gruppe 47 statt.

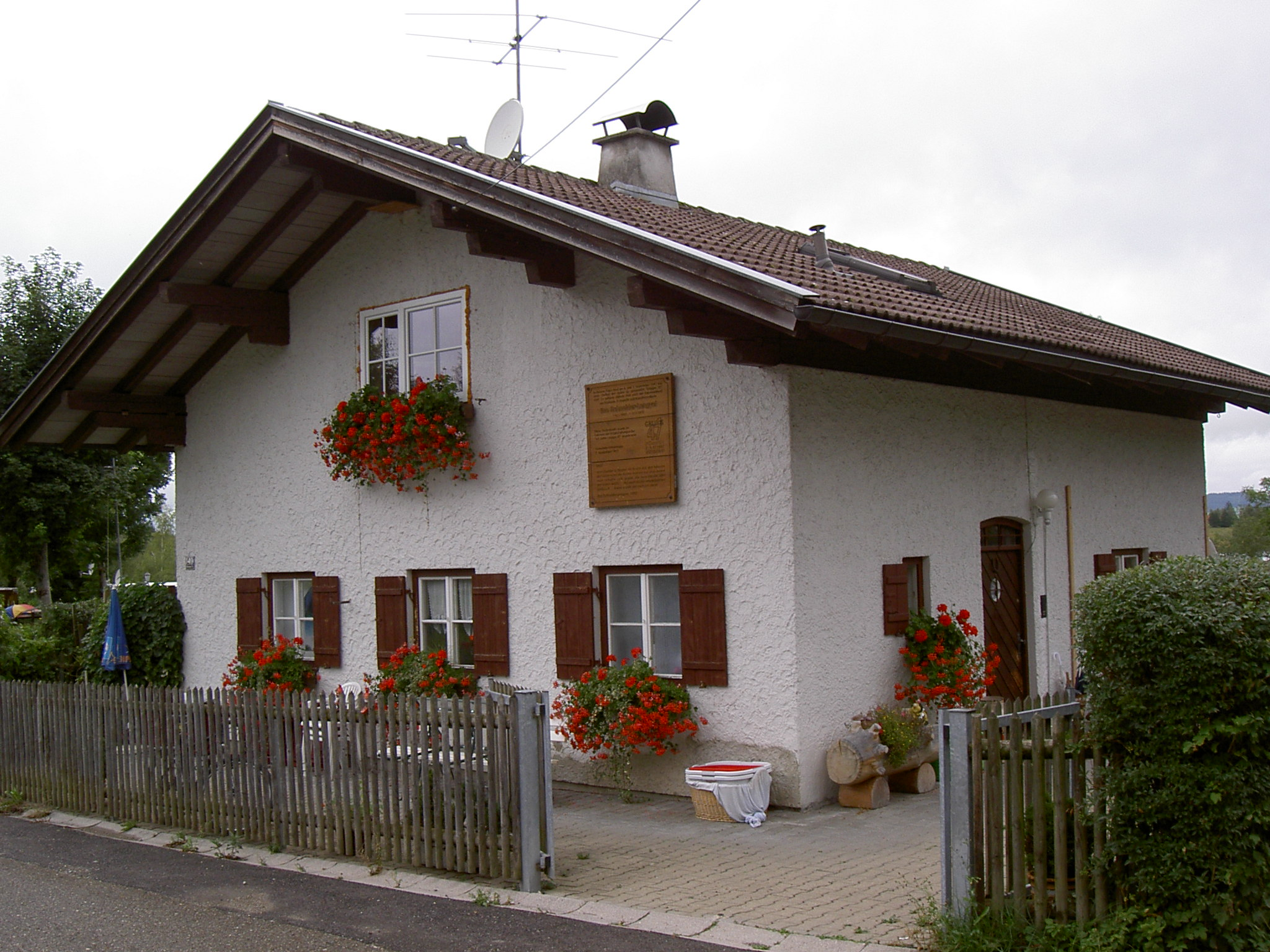
Wohnhaus von Ilse Schneider-Lengyel am Bannwaldsee im Allgäu, hier wurde die „Gruppe 47“ gegründet. Foto von 2006.

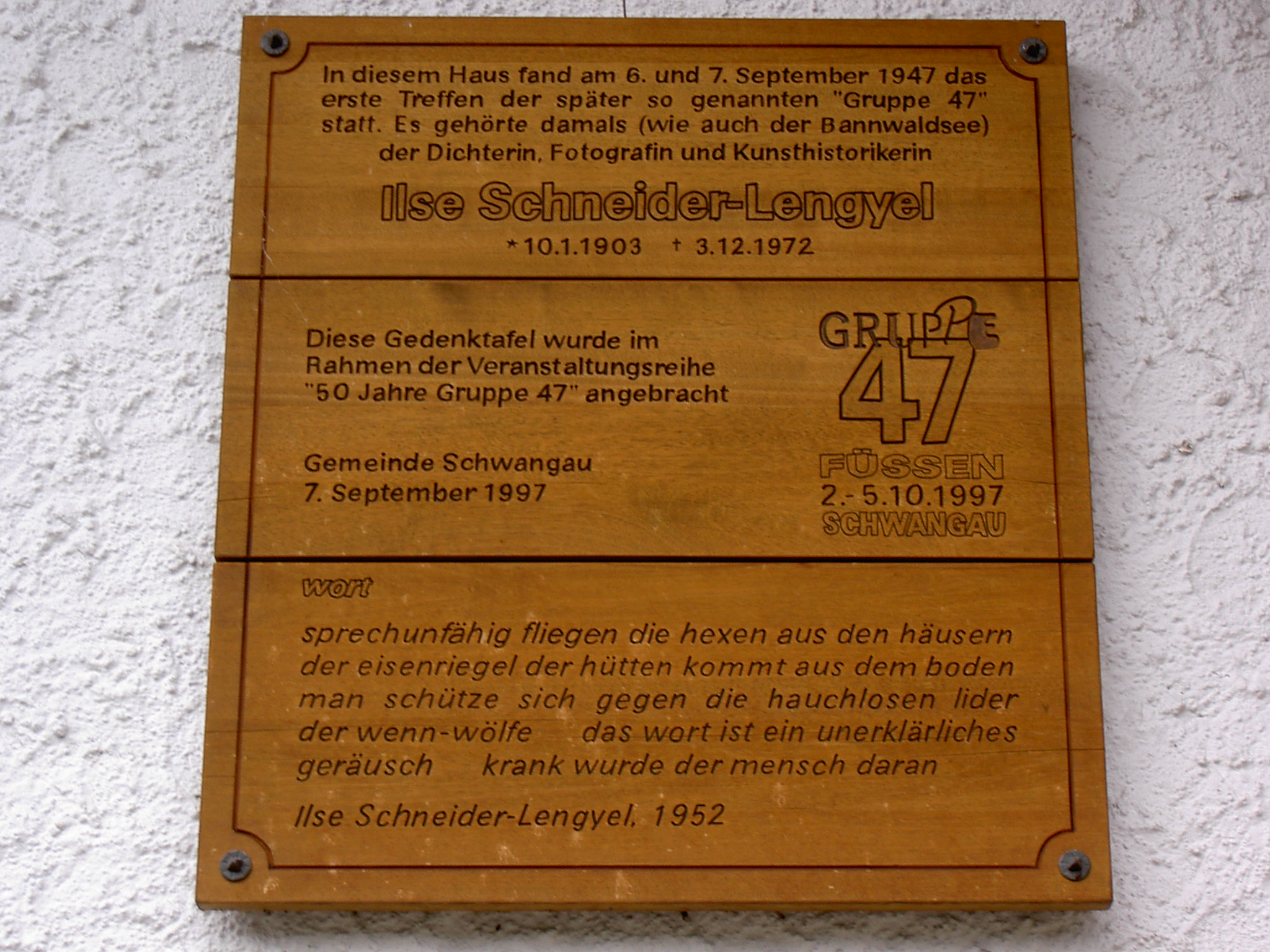
Erinnerungstafel an die „Gruppe 47“ am Gründungshaus

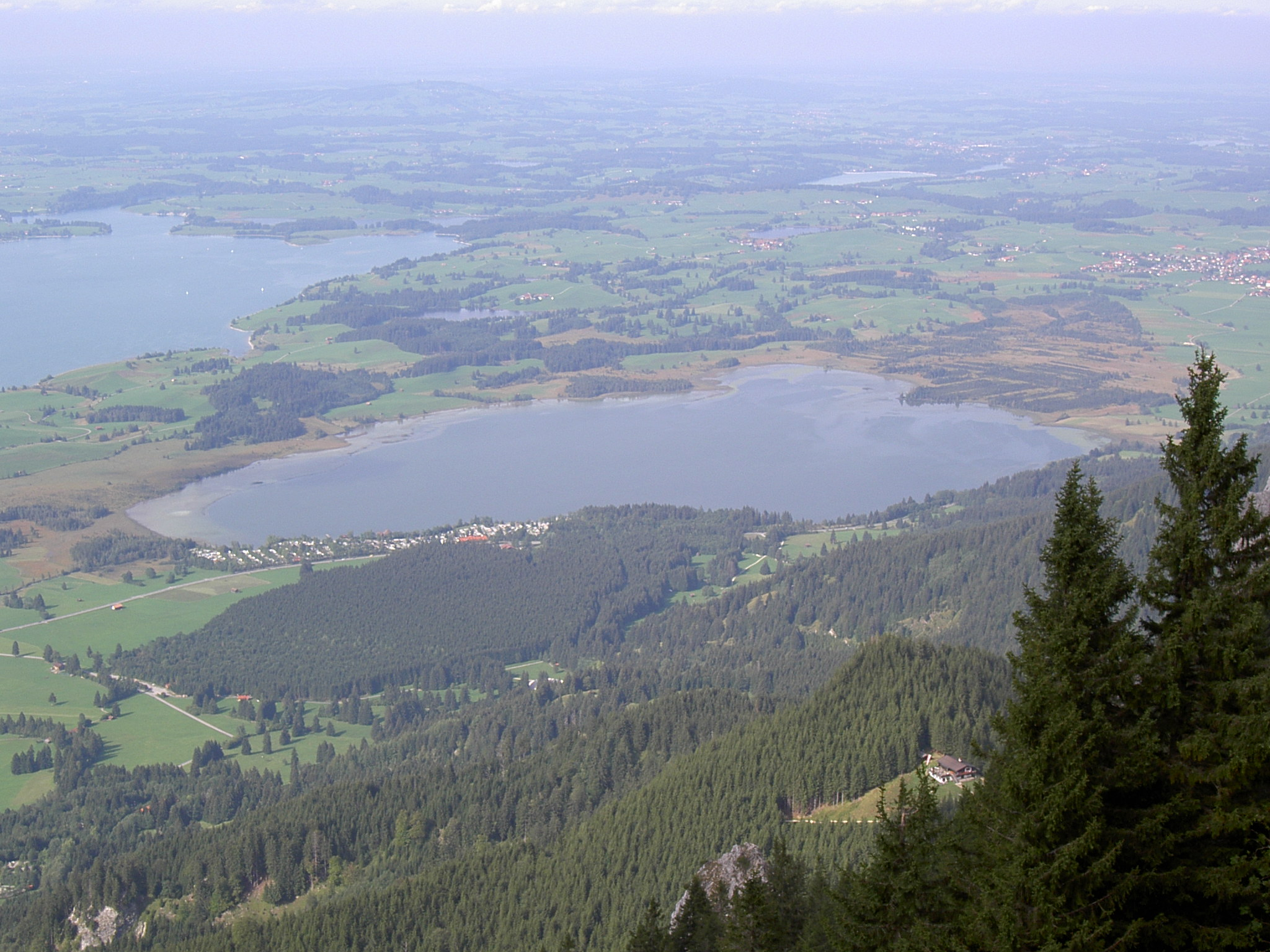
Der Bannwaldsee vom Tegelberg aus gesehen

## Leben
Ilse Schneider-Lengyel wurde als erste Tochter des Oberforstmeisters Felix Schneider und seiner Frau Anne, geborene von Koch, in München geboren. Sie studierte Ethnologie und Kunstgeschichte in München und Berlin. Die Ausbildung zur Fotografin absolvierte sie beim Lette-Verein in Berlin. Dort lernte sie bei dem Bauhaus-Künstler László Móholy-Nagy. Seit den 1930er Jahren betätigte sie sich als fotografierende Kunsthistorikerin, vor allem plastischer Kunstwerke und Bauten. Als fotografierende Ethnologin bereiste sie viele Länder, etwa 1957 Syrien und den Irak. 1933 eröffnete sie in München ein Studio für Gebrauchsgrafik. 1934 veröffentlichte sie im Piper-Verlag ihr erstes Buch Die Welt der Maske mit einem von Paul Renner gestalteten Einband.
1933 heiratete sie den ungarischen Architekten und Maler László Lengyel (1896–1967), im folgenden Jahr emigrierte das Paar wegen der jüdischen Herkunft Lengyels nach Frankreich, wo Schneider-Lengyel ihre Arbeit erfolgreich fortsetzen konnte. Für ihre Porträtfotografie erhielt sie 1937 auf der 15. Exposition de la Photo et du Cinéma in Paris einen Preis. Nach der Besetzung von Paris 1940 veröffentlichte sie in London, doch bezeichnete sie ihre Karriere als Kunsthistorikerin durch das erzwungene Exil als zerstört. 1953 wurde ihre Ehe geschieden.
Wenn sie nicht auf Reisen war, lebte und arbeitete Ilse Schneider-Lengyel am Bannwaldsee bei Schwangau im Allgäu. Das 1935 ursprünglich als Fischerhütte am Seeufer errichtete und später umgebaute Haus und den See erbte sie 1945 von ihrem Vater. Sie führte für die damalige Zeit und die gesellschaftlichen Normen der konservativen ländlichen Umgebung ein ungewöhnliches Leben. In dem Seehaus lebte sie allein, über Männerbekanntschaften wurde gemunkelt. Sie trug lange Hosen und auffälligen Schmuck, hatte rot lackierte Fingernägel. Manchmal sah man sie sogar mit offenem schwarzen Haar Motorrad fahren. Die Einheimischen nannten die progressive und intelligente Frau daher nur „die Hex’ vom Bannwaldsee“.
In der Nachkriegszeit veröffentlichte sie auch surrealistische Gedichte, betätigte sich als Literaturkritikerin und schrieb Essays in mehreren Literaturzeitschriften.
In den 1960er Jahren zog sie sich aus der Öffentlichkeit und dem Literaturbetrieb zurück. Sie verkaufte sowohl Haus als auch See. In den letzten Jahren ihres Lebens war sie im psychiatrischen Landeskrankenhaus Reichenau untergebracht, wo sie schwerkrank am 3. Dezember 1972 starb.

## Schneider-Lengyel und die Gruppe 47
Am Wochenende vom 6. und 7. September 1947 fand sich auf ihre Einladung hin bei ihr eine Gruppe von 17 Schriftstellern zu einem Treffen zusammen. Diese erste Tagung, eigentlich als Redaktionstreffen für die Herausgabe der Literaturzeitschrift Der Skorpion geplant, war die Geburtsstunde der Gruppe 47.
Das ahnte damals aber wohl keiner der Teilnehmer. Von den Schriftstellern und Dichtern, die durch die Gruppe 47 später berühmt wurden, war bei diesem Treffen auch noch keiner dabei. In der Mangelsituation der Nachkriegszeit musste vieles improvisiert werden: „Mitzubringen wären Lebensmittelmarken und Versorgung zum Frühstück. Wer irgend kann Bettwäsche“, informierte Ilse Schneider-Lengyel vorsorglich den Leiter der Gruppe, Hans Werner Richter. Die Schriftstellergruppe reiste aus weiter Entfernung an, teils auf einem mit Holzgas betriebenen LKW, teils wurden Busfahrer mit Zigaretten bestochen. Die Hechte zum Abendessen holte Schneider-Lengyel selbst aus dem See, dessen Fischrechte sie besaß.
Schneider-Lengyel trug in der Runde „Der Gott der Schläge“ vor. Auch für die Nullnummer der geplanten Zeitschrift Skorpion lieferte sie zwei Beiträge. Mehr als diese Nullnummer ist nie erschienen, da die alliierten Militärbehörden die Genehmigung verweigerten.
Schneider-Lengyels surrealistische Lyrik stieß selbst bei Mitgliedern der Literatentreffen am Bannwaldsee auf gewisse Zweifel und auch Unverständnis, obwohl die dichterische Kraft und Schönheit dieser Gedichte durchaus anerkannt wurden. Bis 1950 war Ilse Schneider-Lengyel aktiv in der Gruppe 47 tätig. Nach dem Text september-phase von 1952 bemühte sie sich vergeblich um Veröffentlichungen, unter anderem auch im Stahlberg Verlag. Sie pflegte Kontakte zu Paul Celan, Arno Schmidt und André Malraux. Ein letztes Mal nahm sie 1957 an einem Treffen der Gruppe 47 teil.

### Textprobe
wort
wortsprechunfähig fliegen die Hexen aus den Häusern

der eisenriegel der hütten kommt aus dem boden

man schütze sich gegen die hauchlosen lider

der wenn-wölfe das wort ist ein unerklärliches

geräusch krank wurde der Mensch daran.
(aus: september-phase, 1952)

### Teilnehmer am Gründungstreffen
- Die Autoren:
  - Wolfgang Bächler
  - Heinz Friedrich
  - Maria Friedrich
  - Walter Maria Guggenheimer
  - Walter Hilsbecher
  - Isolde Kolbenhoff
  - Walter Kolbenhoff
  - Friedrich Minssen
  - Hans Werner Richter
  - Toni Richter
  - Ilse Schneider-Lengyel
  - Wolfdietrich Schnurre
  - Nicolaus Sombart
  - Heinz Ulrich
  - Franz Wischnewski
  - Freia von Wühlisch
- Der Verleger Holtmann (Pallas-Verlag Baden-Baden)

## Nachwirkung
Ilse Schneider-Lengyel geriet nach ihrem Tod praktisch in Vergessenheit. Man dachte, es seien nur wenige ihrer Werke und persönlichen Unterlagen erhalten. Erst in den 1990er Jahren wurde im Vorfeld des 50. Jahrestags der Gruppe 47 ihr Nachlass mit vielen Manuskripten, Fotos und Briefen in der Bayerischen Staatsbibliothek in München entdeckt. Dies führte zu einer Wiederbeschäftigung mit ihrem Werk und der Annahme, dass der Einfluss von Schneider-Lengyel auf die frühe Gruppe 47 wesentlich größer gewesen zu sein scheint, als bisher bekannt war. Anlässlich des Jubiläums der Gründung der Gruppe 47 wurden ihre Werke erstmals in einer Ausstellung gezeigt. Am Haus von Ilse Schneider-Lengyel wurde eine Gedenktafel an die Geburtsstätte der Gruppe 47 angebracht. Das Haus liegt seit 1987 inmitten eines Campingplatzes (Münchner Str. 151) und gehört je zur Hälfte der Gemeinde Schwangau und dem Landkreis Ostallgäu.
1983 diente dem Allgäuer Schriftsteller Gerhard Köpf, der Schneider-Lengyel noch persönlich gekannt hatte, ihr Leben als Vorlage für seinen Erstlingsroman Innerfern. Die Protagonistin heißt Karlina Piloti.
Angeregt durch Arbeiten von Peter Braun, Dozent für Literatur an der Universität Konstanz, entwickelte die Konstanzer Regisseurin Marie-Luise Hinterberger im Rahmen des internationalen Bodenseefestivals 2008 unter dem Titel Die kleine Spanne Spiel ein multimediales, grenzüberschreitendes Installations-Projekt zum Leben und Wirken von Ilse Schneider-Lengyel.
Zum 70. Gründungsjubiläum der Gruppe 47 veranstaltete die Gemeinde Schwangau das von der Frankfurter Gesellschaft Drummer und Arns Historiker konzipierte Kulturfestival september-phase zu Leben und Werk Ilse Schneider-Lengyels. Der Titel entstand in Anlehnung an den gleichnamigen Gedichtband Ilse Schneider-Lengyels. Das Festival vom 6. bis 30. September 2017 umfasste die Wanderausstellung Ich bin als Rebell geboren nebst gleichnamigen Katalog sowie eine Veranstaltungsreihe rund um das erste Treffen der Gruppe 47 am Bannwaldsee und zur Lebensgeschichte Schneider-Lengyels. 2018 und 2019 wurde die Wanderausstellung in Neubeuern bzw. im Zentrum für Psychiatrie Reichenau präsentiert.

## Werke
Eine große Zahl Manuskripte und Fotos sowie zahlreiche an sie adressierte Briefe befinden sich in der bayerischen Staatsbibliothek in München, eine Gesamtwürdigung steht noch aus. Daher ist die nachstehende Auflistung nicht vollständig.

### Kunsthistorische, ethnologische und fotografische Werke
- Die Welt der Maske. (Text u. Aufn.) R. Piper, München 1934.
- Das Gesicht des deutschen Mittelalters. Fotografien aus deutschen Domen. (Text u. Aufn.) Bruckmann, München 1935.
- Têtes de statues gothiques. (= Editions d'histoire et d'art). Plon, Paris 1935.
- L'art italien; chefs-d'œuvre de la sculpture. (= Editions d'histoire et d'art). (Aufn. u. Vorwort) Text: Emmanuel Sougez. [Loseblattausgabe]. Plon, Paris 1935.
- Griechische Terrakotten. (Text u. Aufn.) Bruckmann, München 1936.
- Le Chateau et le parc de Versailles. (Aufn.; Text: Andre Chamson) Plon, Paris 1936.
- Le Cathedrale d'Amiens. (Aufn.) Plon, Paris 1937.
- Auguste Rodin. (Aufn.) Phaidon, London 1939. (seither mehrere Neuauflagen)
- Michelangelo-Sculptures. Phaidon, London 1940.
- Roman portraits. (Text u. Aufn.) Allen & Unwin, London 1940. (sowie: Oxford University Press, New York); (seither mehrere Neuauflagen)
- Etruscan Sculptures. Phaidon, London 1942.
- Der Bildhauer Rodin. Gauss, München 1943.
- Donatello als Bildhauer. Édition Albert Lévy, Paris 1944.
- Ghiberti. Sculpteur. Édition Albert Lévy, Paris 1948.
- Griechische Münzen. Phaidon, London 1950.
- Masques primitifs. (= Collection Psyché. 3). (Text u. Aufn.) Plon, Paris 1951.
- Assur. (= L'univers des Formes). (teilw. Aufn.; Text: André Parrot) Librairie Gallimard, Paris 1961.

### Literarische Werke
- Der Mondjournalist. Erzählung. In: Der Ruf. 15, 1947.
- Spielplatz und Wüste. Gedichte. Knaeps, Baden-Baden 1949.
- september-phase. (= studio frankfurt. 3). Gedichte u. Fotografien. Frankfurt Verlagsanstalt, Frankfurt am Main 1952.
- stränge. In: Die deutsche Literatur. 1945–1960. Band 2: Doppelleben, 1949–1952. R 01, 1995, S. 499.
- zufluchten. In: Die deutsche Literatur. 1945–1960. Band 2: Doppelleben, 1949–1952. R 01, 1995, S. 498.
- dosis. In: Die deutsche Literatur. 1945–1960. Band 2: Doppelleben, 1949–1952. R 01, 1995, S. 498.
- bunker. In: Die deutsche Literatur. 1945–1960. Band 2: Doppelleben, 1949–1952. R 01, 1995, S. 498.
- name. In: Die deutsche Literatur. 1945–1960. Band 2: Doppelleben, 1949–1952. R 01, 1995, S. 497.
- Jean Paul Sartre – Der Surrealismus und die Antisartristen. Essay. In: Skorpion. (Nullnummer)
- Paul Valéry. Essay. In: Skorpion. (Nullnummer)